# Tončka Čeč
Tončka Čeč [tónčka čéč], slovenska komunistka, partizanka, prvoborka in narodna herojinja, * 1896, Trbovlje, † 3. november 1943, Auschwitz.

## Življenje in delo
Antonija Čeč se je rodila v rudarskem mestu rudarski družini, kar je zaznamovalo njeno politično prodelavsko usmerjenost očetu Antonu in materi Heleni (rojena Kortnik). Po končani osnovni šoli se je vpisala na administrativni tečaj in se po prvi svetovni vojni zaposlila pri trboveljskih delavskih organizacijah. Že leta 1920 se je pridružila Komunistični partiji Jugoslavije in tam opravljala različne naloge, predvsem na kulturnem področju. Leta 1924 je bila po spopadu z Orjuno, v katerem je sodelovala, v Celju obsojena na zaporno kazen. Po prestani kazni se je preselila v Ljubljano, kjer se je za kratek čas zaposlila. Leta 1929 jo je partija poslala na šolanje v Sovjetsko zvezo, kjer je še naprej delovala kot aktivistka KPJ. Po vrnitvi v Jugoslavijo so jo zaradi njenega političnega delovanja leta 1937 zaprli. Zaradi policijskega nadzora je že leta 1940 odšla v ilegalo.
Po okupaciji Jugoslavije leta 1941 je postala članica Revirske čete in sekretarka OkK KPS za Zagorje. V jeseni 1941 je po razbitju Revirske čete postala inštruktorka partijskega kadra v celjskem okrožju. Spomladi 1942 je ob ustanovitvi kozjanskega okrožja postala prva sekretarka Območnega komiteja Komunistične partije Slovenije. Pri svojem delu je tesno sodelovala s Kozjansko četo pri širjenju in organizaciji Osvobodilne fronte. Te naloge je opravljala do konca avgusta 1942, ko jo je izsledil Gestapo in jo po krajšem spopadu pri Topolovem ranjeno zajel.
Tončka Čeč, s partizanskim imenom Roza je pod nadzorom nemške policije okrevala v bolnišnici v Brežicah, nato pa so jo zaprli v zloglasne zapore Stari pisker v Celju. Med prestajanjem kazni so jo več tednov zasliševali in mučili v Celju, Mariboru, na gradu Borlu in nato spet v Celju. Po borbi Veličkove čete Savinjskega bataljona z nemškimi enotami, ki se je zgodila 7. novembra 1942 na Dobrovljah so Nemci v Celju v poduk simpatizerjev osvobodilnega gibanja javno sramotili žive in mrtve partizane. Med razstavljenimi trupli je bila tudi Tončka Čeč, ki so ji pred celjskim Narodnim domom okoli vratu obesili sramotilni napis. 
V začetku leta 1943 so jo premestili v Auschwitz, kjer so jo umorili v plinski celici.

## Priznanja
21. julija 1953 so Tončko Čeč razglasili za narodno herojinjo Jugoslavije.
Poimenovanja
Po njej se danes imenuje osnovna šola v Trbovljah, vrtec v Celju in več ulic v Sloveniji.